# 마카레나 고메스
마카레나 고메스(Macarena Gómez, 1978년 2월 2일 ~ )는 스페인의 배우이다.

## 출연 작품

### 영화
- 데이곤 (2001)
- 더 헌터 (2004)
- El Calentito (2005)
- 20 센티미터 (2005, 20 centímetros)
- 잠 못 들게 하는 영화 2 - 셋집 있음 (2006, Para entrar a vivir)
- 캠퍼스 킬러 (2008, Sexykiller, morirás por ella)
- 네온 플레쉬 (2010, Carne de neón)
- 마녀 사냥꾼 (2013)
- Blink (2013) - 단편
- 욕망의 둥지 (2014)
- La hora del baño (2014) - 단편
- Los héroes del mal (2015)
- 보이미씽 (2016, Secuestro)
- 피엘레스 (2017)
- 마우트하우센의 사진사 (2018, El fotógrafo de Mauthausen)

### 텔레비전
- 라 케 세 아베시나 (2007-20)
- 30 monedas (2020-23)